# Bảo tàng Đồ chơi và Truyện cổ tích ở Toruń
Bảo tàng Đồ chơi và Truyện cổ tích ở Toruń (tiếng Ba Lan: Muzeum Zabawek i Bajek w Toruniu) là một bảo tàng tư nhân nằm ở phía tây của Khu Phố Cổ, tọa lạc tại số 12 Phố Thánh Thần, Toruń, Ba Lan.

## Lịch sử

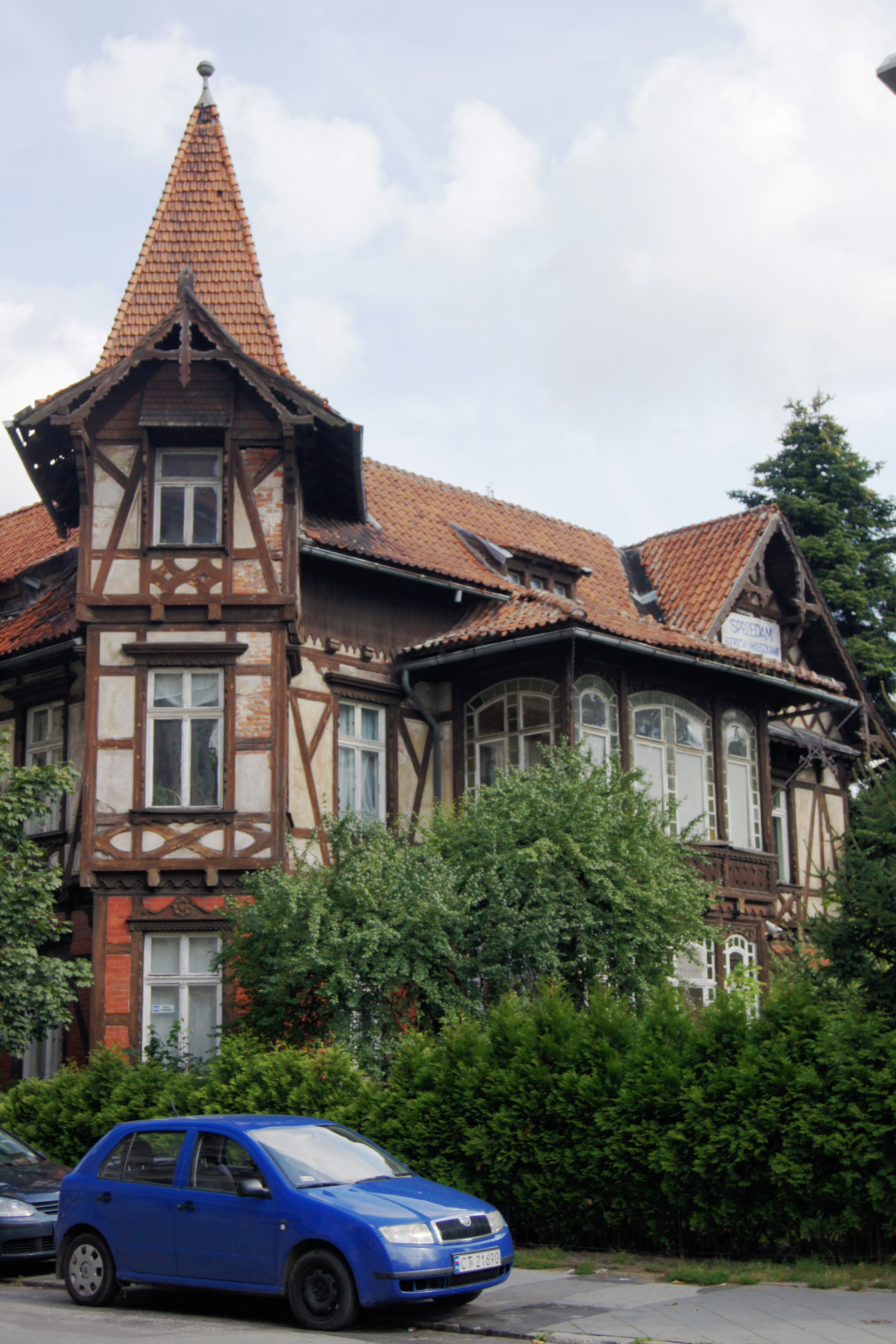
Trụ sở cũ của Bảo tàng ở số 40 Phố Bydgoska

Bảo tàng Đồ chơi và Truyện cổ tích ở Toruń được thành lập vào tháng 6 năm 2013 theo khởi xướng của Katarzyna Wesołowska-Karasiewicz và chồng. Ban đầu, trụ sở của Bảo tàng là một căn hộ riêng trong một ngôi nhà chung cư lịch sử ở số 40 Phố Bydgoska. Từ năm 2016, các bộ sưu tập của Bảo tàng được trưng bày ở trụ sở hiện tại.

## Triển lãm
Bộ sưu tập của Bảo tàng Đồ chơi và Truyện cổ tích ở Toruń hiện có hơn 1.000 hiện vật, và con số này đang dần tăng lên. Vật triển lãm lâu đời nhất trong bộ sưu tập được sản xuất vào thế kỷ 19. Bộ sưu tập của Bảo tàng hiện đang bao gồm các đồ chơi có giá trị lịch sử: búp bê, board game, đồ chơi hình khối, đồ chơi xếp hình và sách truyện cổ tích. Những vật triển lãm tiêu biểu là: một trong những búp bê Barbie đầu tiên được sản xuất vào năm 1959, những con rối được dùng biểu diễn ở sân khấu Java, và các thứ khác.
Ngoài các cuộc triển lãm thường trực, Bảo tàng cũng tổ chức các hội thảo nghệ thuật và văn học cho trẻ em và thanh thiếu niên lấy cảm hứng từ các bộ sưu tập đang được trưng bày của Bảo tàng.